# 千曲川旅情
「千曲川旅情」（ちくまがわりょじょう）は、1986年にリリースされた三橋美智也のシングル。

## 解説
「舞踊歌謡」シリーズのひとつであり、B面の「臼田ばやし」は下谷二三子とのデュエット。作詞を担当した佐々木都は長野県佐久市にある老舗旅館「清集館」の女将。佐々木は地域や女性のための活動も長年続け、随筆集、短歌集を多数出版するなど、文筆家としても知られている。

## 収録曲
1. 千曲川旅情
  - 作詞:佐々木都・たなかゆきを／作曲・編曲:江口浩司
2. 臼田ばやし（長野）
  - 作詞:佐々木都・たなかゆきを／作曲・編曲:江口浩司